# Kamil Wilczek
Kamil Wilczek (født 14. januar 1988 i Wodzisław Śląski) er en polsk fodboldspiller, der spiller som angriber i den polske klub Piast Gliwice. Han har bl.a. spillet i de danske superligaklubber Brøndby IF og F.C. København.

## Karriere

### Brøndby IF
Den 22. januar 2016 blev det offentliggjort, at Wilczek havde skrevet under på en kontrakt med Brøndby IF indtil sommeren 2019.
I april 2018 blev Wilczek kåret som månedens Superligaspiller efter at have scoret syv mål i sine seneste fem ligakampe.
I januar 2020 skiftede Wilczek til den tyrkiske klub Göztepe S.K. efter 163 kampe og 93 mål for Brøndby.

### Göztepe S.K.
Den 22. januar 2020 bekræftede den tyrkiske Süper Lig-klub Göztepe S.K., at de havde hentet Wilczek på en halvandenårig kontrakt. Fire dage senere debuterede Wilczek som indskifter for Cameron Jerome i det 88. minut i en kamp, hvor Göztepe vandt 2–1 over Beşiktaş. Den 8. juli scorede Wilczek på straffespark sit første og eneste mål for klubben i en 2-2-kamp mod Ankaragücü. Wilczek spillede 14 kampe for Göztepe.

### F.C. København
Den 6. august 2020, under syv måneder efter at have forladt Brøndby, skiftede Wilczek kontroversielt og overraskende til Brøndbys ærkerivaler, F.C. København (FCK), i en treårig aftale.
Skiftet blev i medierne omtalt som 'det forbudte skifte'. Flere Superligaeksperter roste FCK for handlen og så Wilczek som en god erstatning for FCK-legenden Dame N'Doye, hvis kontrakt med klubben var udløbet kort forinden.
Mange dedikerede Brøndbyfans var rasende over Wilczeks skifte til ærkerivalerne. Wilczek udtalte, at han forstod skuffelsen blandt Brøndbys fans, men håbede at de også ville se situationen fra hans synspunkt.
Wilczek blev på sociale medier kaldt for "Judas" af nogle Brøndbyfans, mens andre vrede fans skrev, at de ville brænde hans spillertrøje.
Ifølge foddboldkommentator Per Frimann er Wilczeks skifte det mest kontroversielle i Superligaens historie.
I tiden efter skiftet hyrede FCK en sikkerhedsvagt til at passe på Wilczek, ligesom politiet holdt et sikkerhedsmøde med ham og øgede patruljeringen omkring FCKs træningsanlæg. En hooliganekspert vurderede i medierne, at skiftet skabte en trussel mod Wilczek.
| „ | Minutter efter transferen blev annonceret, oversvømmede mine sociale medier med hundredvis af beskeder. Efter et par dage var der tusinder af dem. Det var ikke rart indhold, men dybest set had. Jeg lukkede alle profiler og lod folk gå amok. Efter et stykke tid tømte jeg mine indbakker, og jeg læste dem ikke engang. | “ |
|   | — Kamil Wilczek, bold.dk |   |

På aftenen for offentliggørelsen af transferen mødte flere hundrede Brøndbyfans op foran Brøndby Stadion for at vise deres utilfredshed med Wilczek; fansene sang smædesange og smed deres Wilczek-spillertrøjer i en bunke med henblik på at brænde dem af. Inden en afbrænding nåede at finde sted bekendtgjorde en talsmand imidlertid, at der grundet mediernes tilstedeværelse ikke ville blive brændt trøjer af, men at der til Brøndbys kommende hjemmekamp ville blive arrangeret en happening med trøjerne. Dagen derpå viste det sig, at Wilczeks navn var blevet krattet væk fra Brøndbys Wall of Honour – en tavle ved Brøndby Stadion, der lister de af klubbens spillere, der har optrådt for deres respektive landshold.
Flere tidligere Brøndbyspillere udtrykte også utilfredshed med Wilczek på sociale medier. Riza Durmisi reagerede med opkastsmileys i et Instagramopslag, der blev delt af Frederik Holst, mens Christian Nørgaard kaldte skiftet for en hån mod Brøndby.
Den 31. januar 2022 blev Kamil Wilczeks kontakt i F.C. København ophævet og samme dag blev det oplyst, at Wilczek skiftede tilbage til polske Piast Gliwice. 

#### Sæsonen 2020/21
Wilczek debuterede den 13. september 2020 for FCK i et 2-3 nederlag til OB, hvor Wilczek scorede begge mål for FCK.
D. 11. april scorede Wilczek to mål i et lokalderby mod Brøndby og blev dermed delt derby topscorer (Dame N'Doye) med 8 derbymål i alt (3 for FCK og 8 for Brøndby).

## Hæder

### Individuelt
Brøndby IF
- Månedens Superligaspiller april 2018[3]
- Årets Brøndby IF-spiller 2018[25]
- Månedens Superligaspiller oktober 2019[26]
- Årets Brøndby IF-spiller 2019[27]